# 努納武特立法議會
努納武特立法议会（英語：Legislative Assembly of the Northwest Territories）是加拿大努納武特地区的立法机关。实行一院制。位于伊卡卢伊特。共有22个席位。